# 프랑시스 레
프랑시스 알베르 레(프랑스어: Francis Albert Lai, 1932년 4월 26일 ~ 2018년 11월 7일)는 영화 음악으로 잘 알려진 프랑스의 아코디언 연주가 겸 작곡가이다.

## 생애
프랑시스 레는 1932년 4월 26일 프랑스 알프마리팀의 니스에서 출생하였다. 그는 1953년 이탈리아 로마에서 아코디어니스트 첫 데뷔하였으며 이듬해 1954년 영국 런던에서도 아코디어니스트 활약 이후 1959년부터는 프랑스 파리에서 본격 아코디어니스트 활동하였고 이후 1965년 영화 제작자 클로드 를루슈와 만나 《남과 여》(1966)의 영화 음악 작곡을 돕게 되었다. 영화는 국제적으로 성공하여 아카데미상을 수상하게 되었고, 프랑시스 레이는 골든 글러브 수상식에서 최우수 영화 음악상(Best Original Score) 후보에 오르기도 했다. 1969년에는 르네 클레망 감독의 《빗속의 방문객》(1969)의 음악을 작곡하였다.
1970년에는 영화 《러브스토리》(1970)의 음악으로 아카데미 영화 음악상과 골든 글러브 영화 음악상을 수상하였고, 영화 음악 앨범은 미국 내에서 빌보드 차트 2위를 차지하였다.
이후 영화 《엠마뉴엘 2》(1975), 《빌리티스》(1977)의 음악을 작곡하였다.
그는 40년 간의 활동을 통하여 100편이 넘는 영화의 음악과 600곡이 넘는 음악을 작곡하였다.